# Microtis alboviridis
Microtis alboviridis är en orkidéart som beskrevs av Robert J. Bates. Microtis alboviridis ingår i släktet Microtis och familjen orkidéer. Inga underarter finns listade i Catalogue of Life.